# Daniel Larsson (darter)
Daniel Larsson (Uppsala, 9 juni 1981), is een Zweedse darter die speelt bij de Professional Darts Corporation.

## BDO Carrière
Larsson deed aan twee BDO World Darts Championship mee. Zijn eerste was in 2009, waarin hij in de eerste ronde verloor van Tony O'Shea uit Engeland. In 2015 verloor hij in de eerste ronde van Alan Norris.
Larsson speelde ook op de WDF Europe Cup 2006. Hij haalde de halve finale nadat hij had gewonnen van Tony O'Shea en Martin Phillips. In de halve finale verloor hij van Niels de Ruiter.

## PDC Carrière
Aan het einde van 2018, nam Larsson deel aan de PDC World Darts Championship 2019. Hij won in de eerste ronde van Robert Thornton alvorens te verliezen van Kim Huybrechts in de tweede ronde.

## Resultaten op Wereldkampioenschappen

### BDO
- 2009: Laatste 32 (verloren van Tony O'Shea met 0-3)
- 2015: Laatste 32 (verloren van Alan Norris met 2-3)

### WDF
- 2005: Laatste 64 (verloren van Jarkko Komula met 2-4)
- 2007: Laatste 64 (verloren van Robert Hughes met 0-4)
- 2009: Laatste 32 (verloren van Bernie Miller met 3-4)
- 2011: Kwartfinale (verloren van Martin Adams met 0-5)
- 2013: Laatste 32 (verloren van Thomas Bremgartner met 2-4)
- 2015: Laatste 16 (verloren van Darren Clifford met 0-4)
- 2017: Laatste 32 (verloren van Michael Unterbuchner met 1-4)

### PDC
- 2019: Laatste 64 (verloren van Kim Huybrechts met 0-3)
- 2021: Laatste 96 (verloren van Steve Lennon met 1-3)
- 2022: Laatste 96 (verloren van Jason Lowe met 0-3)
- 2023: Laatste 96 (verloren van Adrian Lewis met 0-3)